# Japanse makreelgeep
De Japanse makreelgeep (Cololabis saira) is een straalvinnige vis uit de familie van makreelgepen (Scomberesocidae), orde van geepachtigen (Beloniformes). De vis kan een lengte bereiken van 40 centimeter. De hoogst geregistreerde leeftijd is 2 jaar. 

## Leefomgeving
Cololabis saira is een zoutwatervis. De soort komt voor in subtropische wateren in de Grote Oceaan op een diepte van 0 tot 230 meter.

## Relatie tot de mens
Cololabis saira is voor de visserij van groot commercieel belang. In de hengelsport wordt er weinig op de vis gejaagd. 